# Liste der Einträge im National Register of Historic Places im Perry County (Illinois)

Lage des Perry County in Illinois

Die Liste der Einträge im National Register of Historic Places im Perry County in Illinois führt alle Bauwerke und historischen Stätten im Perry County auf, die in das National Register of Historic Places aufgenommen wurden.

## Legende
| NRHP | Historic Place    |
| HD   | Historic District |

## Aktuelle Einträge
| [ 2 ] | Name                      | Bild                      | Eintragsdatum        | Lage                                                                   | Ort           | Beschreibung |
| ----- | ------------------------- | ------------------------- | -------------------- | ---------------------------------------------------------------------- | ------------- | ------------ |
| 1     | DuQuoin State Fairgrounds | DuQuoin State Fairgrounds | 1990 ID-Nr. 90000719 | US 51 nördlich der Kreuzung mit der IL 14 37° 58′ 57″ N, 89° 13′ 37″ W | Du Quoin      |              |
| 2     | Perry County Jail         | Perry County Jail         | 2000 ID-Nr. 00000943 | 108 West Jackson Street 38° 4′ 50″ N, 89° 23′ 1″ W                     | Pinckneyville |              |